# تشارلز غودير
تشارلز غودير هو محامي وقاضي وسياسي أمريكي، ولد في 26 أبريل عام 1804، في كويلسكيل في الولايات المتحدة، وتوفي في 9 أبريل عام 1876، في شارلوتسفيل في الولايات المتحدة. نشط حزبياً في الحزب الديمقراطي. وقد انتخب عضو جمعية ولاية نيويورك ‏ وانتخب عضو مجلس النواب الأمريكي ‏.